# Lake Manitou
Lake Manitou är en sjö i Kanada.   Den ligger i Manitoulin District och provinsen Ontario, i den sydöstra delen av landet, 500 km väster om huvudstaden Ottawa. Lake Manitou ligger 222 meter över havet. Arean är 104 kvadratkilometer.
Runt Lake Manitou är det mycket glesbefolkat, med 4 invånare per kvadratkilometer.